# Belén de Escobar
Belén de Escobar – miasto w Argentynie, położone w północno-wschodniej części prowincji Buenos Aires.

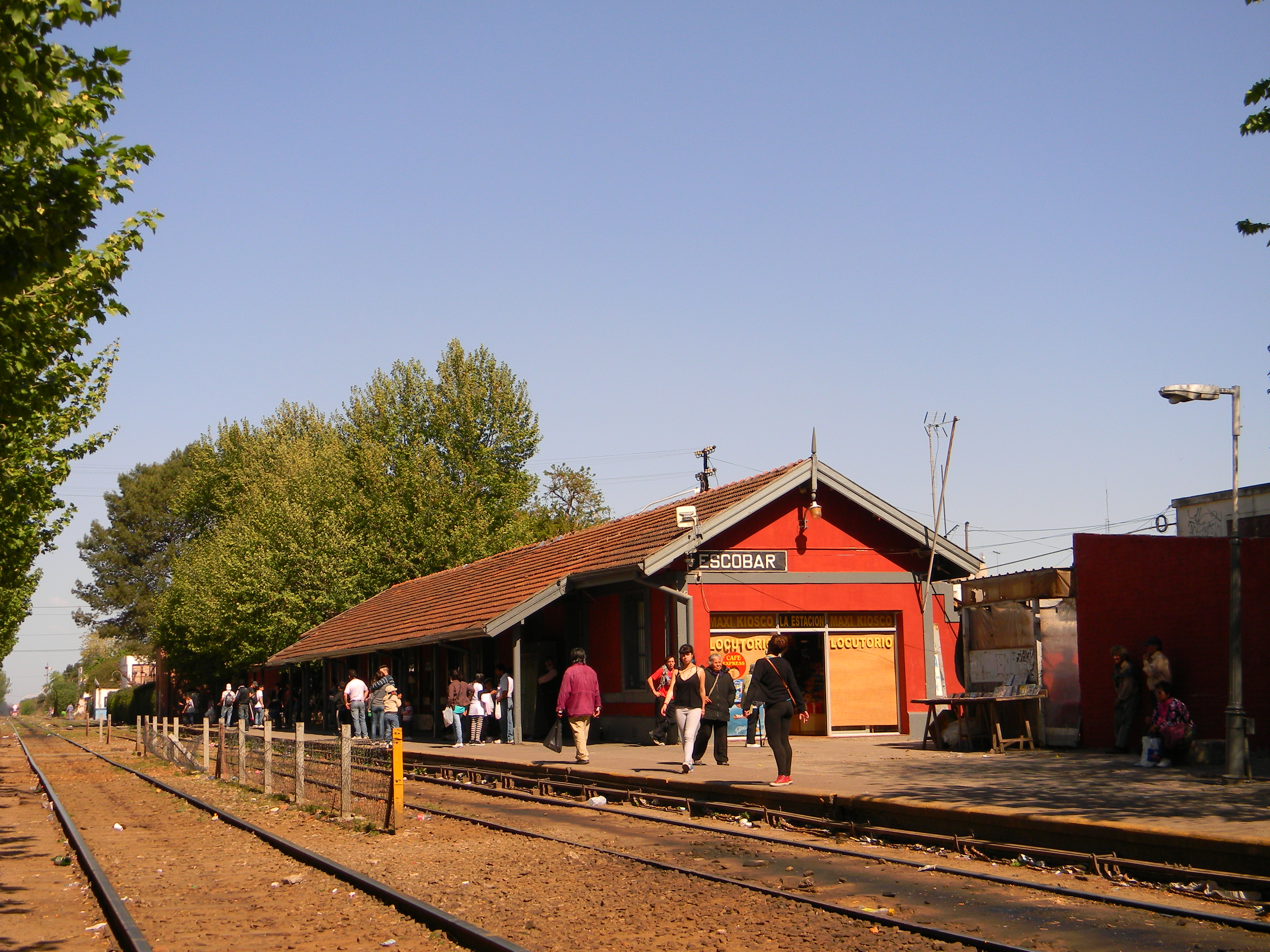
Stacja kolejowa Escobar

## Opis
Miejscowość została założona 4 marca 1877 roku. Przez miasto przebiega linia kolejowa Zárate-Villa Ballester, znajduje się tu park i ogród zoologiczny Temaikèn.. Obecnie Escobar wchodzi w skład obszaru metropolitalnego stolicy Argentyny Buenos Aires.